# Война на котела
Войната на котела (на нидерландски: Keteloorlog) е война от 1784 – 1785 година между Хабсбургската монархия, която контролира Австрийска Нидерландия, и Съединените провинции. Формално войната продължава около година, но на практика се изчерпва с няколко ограничени сблъсъка. Името си дължи на това, че единственият изстрел в хода на цялата война пробива един котел за варене на супа.

## Предистория
През 1581 година, по време на Нидерландския бунт, контролираната дотогава от Хабсбургите област Нидерландия е разделена на две части – на север е създадена независимата държава Съединени провинции, а южните части остават под хабсбургски контрол. През 1585 година Съединените провинции блокират пресичащото тяхната територия устие на река Схелде, с което изолират от морето важното пристанище на Антверпен, останало на юг от границата. Това положение, затвърдено с Вестфалския мирен договор от 1648 година, се запазва до XIX век, нанасяйки значителни щети на стопанския живот на южната част на Нидерландия.
През 1713 година южна Нидерландия става владение на австрийските Хабсбурги и е превърната в буферна област между враждебните Съединени провинции и Франция. Това равновесие е нарушено през 1756 година, когато Дипломатическата революция прекъсва съюза между Хабсбургите и Великобритания и превръща Хабсбургската монархия и Франция в съюзници, предизвиквайки в Съединените провинции силни опасения за тяхната сигурност.
През 1781 година хабсбургският император Йозеф II, възползвайки се от Четвъртата англо-нидерландска война, изисква окончателната отмяна на Бариерния договор, а през 1784 година предявява териториални претенции към части от Съединените провинции, както и отварянето на устието на Схелде. Това става малко след сключването на Парижкия договор, като императорът получава подкрепата на Великобритания, а нидерландците – на Франция.

## Военни действия
Въпреки че хабсбургските войски в Нидерландия са зле оборудвани и имат проблеми със снабдяването, император Йозеф II решава да прибегне до заплаха с война. Убеден, че нидерландците няма да посмеят да реагират, той изпраща три кораба, сред които търговският кораб „Луи“ с издигнат императорски флаг, да напуснат Антверпен и да тръгнат към морето. На 9 октомври 1784 година императорските кораби са пресрещнати от нидерландския кораб „Долфейн“. След само един изстрел, който пробива котел за супа, „Луи“ се предава.
На 30 октомври Йозеф II официално обявява война на Съединените провинции. Те реагират на 18 ноември, когато Щатите на Холандия и Западна Фризия възлагат на Фридрих фон Залм-Кирбург да сформира малка армия. През следващите дни опозицията сформира доброволческо опълчение, а Фризия предоставя два кораба, които обаче не успяват да напуснат пристанището на Харлинген. Междувременно хабсбургски части навлизат в нидерландска тиретория, опожаряват един митнически пункт и завземат форта Лило, използван по това време за зеленчукова градина.

## Последствия
И двете страни не проявяват желание да задълбочават конфликта и не след дълго с посредничеството на Франция започват преговори. Те завършват на 8 ноември 1785 година с Договора от Фонтенбло, който възстановява довоенните граници и запазва блокадата на Схелде, но Съединените провинции се задължават да изплатят парична компенсация, която според различни източници е между 2 и 10 милиона гулдена.
Войната допринася за падането на херцог Лудвиг Ернст фон Брауншвайг-Волфенбютел, съветник на холандския стадхаудер, който е обвиняван в подпомагане на неприятеля, заради роднинските му връзки с император Йозеф II.